# Келлский синод

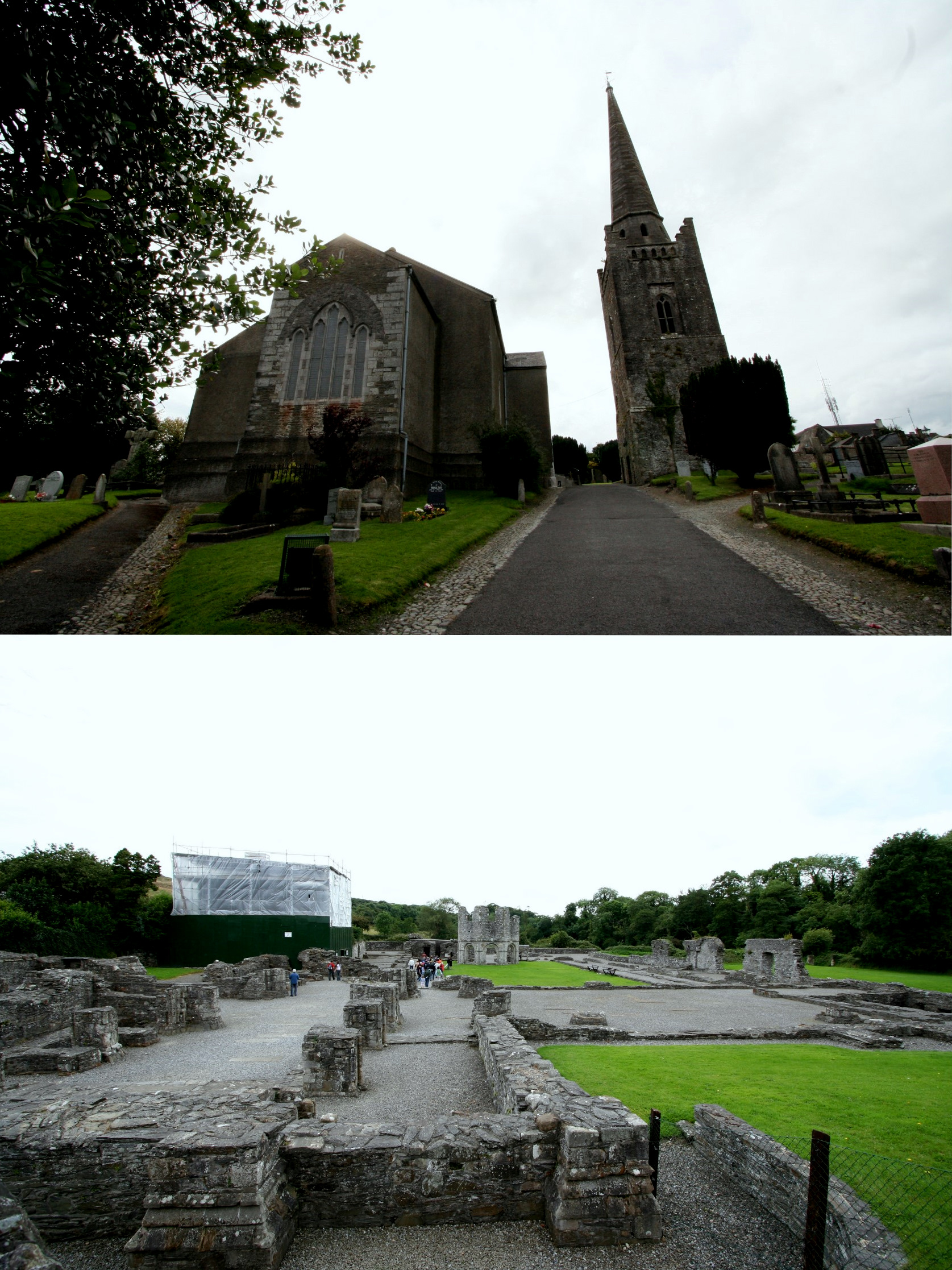
Келлское и Меллифонтское аббатство

Келлский синод (англ. Synod of Kells) — собор ирландского католического духовенства, проходивший в 1152 году. Он стал завершающим в серии синодов, состоявшихся в рамках реформы церкви Ирландии конца XI—XII веков, вызванной как внутренней необходимостью организационного совершенствования, так и распространением идей григорианской реформы. Собор начался в марте, заседания были разделены на две сессии, проходившие одна за другой в Келлском и Меллифонтском аббатствах. Председательствовал на Келлском синоде папский легат кардинал Джованни Папарони.